# Saint-Pierrevillers
Saint-Pierrevillers là một commune thuộc tỉnh Meuse trong vùng Grand Est đông nam nước Pháp.